# L'Hôtel du rendez-vous
Pour plus de détails, voir Fiche technique et Distribution.
L'Hôtel du rendez-vous (Tua per la vita) est un melodramma strappalacrime italien réalisé par Sergio Grieco et sorti en 1955.

## Fiche technique
- Titre français : L'Hôtel du rendez-vous ou Virginité moderne ou À toi pour la vie[1]
- Titre original : Tua per la vita[2]
- Réalisation : Sergio Grieco
- Scénario : Carlo Veo, Nicola Manzari, Sergio Grieco, Mario Caiano
- Photographie : Vincenzo Seratrice
- Montage : Enzo Alfonzi
- Musique : Armando Romeo, dirigé par Luciano Zuccheri
- Décors : Ernest Kromberg
- Production : Ottavio Poggi
- Société de production : Po Film
- Format : Noir et blanc - 1,37:1 - son mono - 35 mm
- Pays de production :  Italie
- Langue originale : italien
- Durée : 92 minutes
- Genre : Melodramma strappalacrime
- Date de sortie :
  - Italie : 5 octobre 1955
  - France : 7 décembre 1955 (Nice) ; 13 décembre 1956 (Paris)

## Distribution
- Gaby André : Marisa
- Gérard Landry : Guido
- Pina Bottin : Diana
- Ettore Manni : Marco
- Maria Grazia Monaci : Sandrina
- Dhia Cristiani : Caterina
- Aldo Fiorelli : Silvestro
- Renato Malavasi : directeur de « Primavera »
- Andrea Aureli : ami de Diana
- Walter Clift-Luce : complice de Guido
- Lilli Cerasoli : mannequin
- Armando Romeo : chanteur de club
- Nora Visconti
- Luisa Rivelli
- Anna Arena